# العسكرية في سانت لوسيا
الفروع العسكرية: لا توجد قوة عسكرية نظامية في سانت لوسيا؛ وحدة الخدمة الخاصة وخفر السواحل كلاهما تحت قيادة شرطة سانت لوسيا الملكية.
القوى العاملة المتاحة للخدمة العسكرية: الذكور الذين تتراوح أعمارهم بين 16 و49 عاماً: 41,414 (تقديرات 2010) 
القوى العاملة الصالحة للخدمة العسكرية: الذكور الذين تتراوح أعمارهم بين 16 و49 عاماً: 32688؛ الإناث في الفئة العمرية 16-49: 36,289 (تقديرات 2010) 
القوى العاملة التي تصل إلى سن العسكرية سنوياً: الذكور: 1,574؛ الإناث: 1,502 (تقديرات 2010) 
القوى العاملة النشطة: حوالي 116 رجلاً وامرأة 
النفقات العسكرية – الرقم بالدولار: 5 ملايين دولار (السنة المالية 91/92)
النفقات العسكرية - نسبة من الناتج المحلي الإجمالي: 2 % (السنة المالية 91/92)
الشريك العسكري: تتلقى قوة الشرطة الملكية في سانت لوسيا التدريب من القيادة الجنوبية للولايات المتحدة. وتعتبر القوات المسلحة للولايات المتحدة سانت لوسيا دولة شريكة في منطقة البحر الكاريبي، إلى جانب سانت فنسنت والغرينادين.